# Jacob Guntlack
Jacob Guntlack, född 27 februari 1744 i Stockholm, avrättad genom hängning den 16 januari 1771, var en svensk tjuv och bedragare.
Jacob Guntlack var son till sprutlagaren och skomakaren Abraham Guntlack och hans hustru Maria Real (alternativt Rial). Maria Real och gardisten Johan Wilhelm Falcker förgiftade Abraham Guntlack för att kunna leva tillsammans då de blev förälskade. Efter mannens död uppmanade Real Falcker att döda sin fästmö, pigan Ulrica Schultzdotter. Guntlack hörde dem samtala om detta och angav dem, men det sades att han kom med falsk angivelse och han agades med ris inför kämnärsrätten. Falcker och änkan Guntlack överbevisades så småningom av Schultzdotters arbetsgivares hustru, Engel Brita Menlös, och avrättades efter offentlig prygel, Falcker i mars 1758 och Maria Real påföljande höst då hon fött sitt väntade barn, enligt Guntlacks Levernesbeskrivning.
När Guntlack var i femtonårsåldern flydde han tillsammans med sin bror till Nätra Socken i Ångermanland, där han bland annat upprättade en etoftsfabrik och spinnerier åt häradshövding Johan Biberg. Efter cirka tre år i Nätra socken betalade Guntlack 500 daler kopparmynt för att slippa rotebåtsmannatjänsten och flyttade därefter till Sundsvall där han tog tjänst hos landshövding Örnsköld där han vistades i ett år innan han flyttade tillbaka till Stockholm.
Tillbaka i Stockholm tog Guntlack värvning vid artilleriet som frivolontär i sju månader och bodde under denna tid på ett horhus, där han begick den stöld som låg till grund för alla hans framtida stölder – han stal en mans kapprock. Stölden i sig ansåg Guntlack ha liten betydelse men stölden uppdagades och Guntlack erkände, varvid han blev dömd till 11 spö. Efter detta tog Guntlack på sig skulden för en stöld hos krigsrådet Carlsköld mot en betalning av 300 daler kopparmynt och blev dömd till tolv års straffarbete på Vaxholms fästning av Svea hovrätt, varifrån Guntlack rymde ett flertal gånger, men lyckades alltid återföras.
Den 22 september 1767 dömdes han till döden, men domen mildrades av Svea hovrätt som dömde honom till 15 års fästningsarbete på  Sveaborgs fästning. På vägen dit lyckades han rymma och tog sig till Finland, där han antog pseudonymen Anders Falk. Efter att ha lurat en godtrogen klockmakare att utfärda ett falskt pass, färdades han runt i Finland och efter en kortare vistelse i Helsingfors lyckades han ta sig till Tallinn i dåvarande Livland, nuvarande Estland, där han genast blev misstänkt och satt i rysk fångenskap. Han fick hjälp att fly och hamnade på ett gods där han stannade i nästan ett år, innan hans karaktär röjdes och han flydde igen, denna gång till Sveaborgs fästning, där han snart blev igenkänd, stal en båt och rodde till Helsingfors, flydde till Nystad i Egentliga Finland, där han återigen blev igenkänd och återförd till Helsingfors, ställd inför häradsrätten och dömd för fylleri. Guntlack fängslades i Stockhuset i Helsingfors, igenkänd av en medfånge och den 8 januari 1769 avsänd till Stockholm, men vid övernattning på Eckerö lyckades han rymma igen och stal en båt och rodde över till Stockholm där han huserade hos – och gjorde ytterligare några stölder med – en bekant, innan han åkte fast och sattes i häktesförvaring i Rådstugan, varifrån han lyckades rymma, men tog sig bara till Skeppsbron där han blev igenkänd, förd till Riddarhustorget, ställd inför Svea hovrätt och dömd att i galgen hänga.
När han till slut sattes i Smedjegårdens häkte författade han, Den uti Smedjegårds-häktet nu fängslade ryktbare bedragaren och tjufwen Jacob Guntlacks lefwernes-beskrifning, af honom sjelf författad. Biografin trycktes i Stockholm år 1770 på Kongl. tryckeriet. Åtminstone påstås han själv ha författat den, men det är inte belagt, och ej heller troligt då Guntlack med stor sannolikhet var analfabet då han aldrig nämner att han kunde läsa eller skriva och det enda belägget som finns för någon skolunderbyggnad är att hans namn finns i registren för Maria Skola på Södermalm. Biografin skrevs troligen av någon som intervjuade Guntlack eller var nära bekant till honom.
Guntlack hängdes på galgbacken i Hammarbyhöjden utanför Stockholms södra tullar inför tusentals människor.